# Sharelly Emanuelson
Sharelly Emanuelson (Curaçao, 1986) is een Curaçaos-Nederlands filmmaker en mediakunstenaar.

## Biografie
Emanuelson is geboren in Curaçao en groeide op in Curaçao en Aruba. Ze haalde een bachelor in audiovisuele media aan de Hogeschool voor de Kunsten Utrecht en een master in Artistic Research aan de Koninklijke Academie in Den Haag. Ze doet een etnografisch promotieonderzoek als onderdeel van het Caribische onderzoeksprogramma Island(er)s at the Helm dat wordt gefinancierd door NWO.
Emanuelson gebruikt film, video, installaties en fotografie als media om haar  gedachten, ervaringen en gevoelens rondom cultuur, erfgoed, koloniale overblijfselen, gedrag en relaties in het dagelijks leven uit te drukken en communiceren. In haar werk onderzoekt ze wat ze voelt en ziet als Caribisch persoon. Haar installaties, films en documentaires zijn vertoond op diverse festivals, waaronder het Curaçao IFFR 2018, Trinidad filmfestival 2019, New York Children filmfestival 2018, Silicon Valley African Film Festival 2018, Cinélatino, 31èmes Rencontres de Toulouse 2018 en CaribbeanlinkedV 2018.
Naast haar eigen studio richtte ze in 2011 Uniarte op, een platform dat de zichtbaarheid en ontwikkeling van professionele kunstenaars in het Caribisch gebied bevordert. Ze was gastdocent aan de Universiteit van Sint Maarten, de Art Institute Ateliers '89 op Aruba en de MBO Scholengemeenschap op Bonaire, en is gastdocent aan de Universiteit van Curaçao. In 2012 was zij gastspreker voor de rondetafeldiscussie Close Encounters of the Caribbean Kind II: On Decolonial Aesthetics and European Blackness, georganiseerd door Framer Framed en in samenwerking met Non Employees en Kunsthal KAdE.
In 2020 schreef zij in opdracht van het  Nederlands Film Festival en Nederlands Instituut voor Beeld en Geluid het essay The Unintended Audience. In 2022 toonde het Rijksmuseum Amsterdam foto's van haar over de relatie tussen mensen en hun omgeving in het licht van klimaatverandering in Nederland en het Caribisch deel van het Koninkrijk der Nederlanden. In 2023 is een grote video-installatie van Sharelly Emanelson te zien in het Museum voor Hedendaagse Kunsten in Taipei (MOCA Taipei).

## Films
- E leyenda di buchi fil (2008)
- After the Berlin wall: Vienna (2009)
- Su Solo I Playanan (2010)
- Moments (2013)
- Mighty Lords Kings and Queens (2014)
- 15 Min (2017)
- Juni (2018)
- Welterusten Papa (2018)
- Yamada (2018)[8]
- Zo Vrij Als Een Vogel (2019)

## Installaties
- Hidden Transcript (2014)
- Doh Mix Me Up (2015)
- Siudadanos (2015)
- En Mi Pais (2020)
- Teduki Nobo (2020)

## Prijzen
- 2012: Publieksprijs van het Africa in the Picture film festival voor haar documentaire Su Solo i Playanan.
- 2014: Master Award van de Koninklijke Academie in Den Haag.
- 2018: Black Achievement Spotlight-award.[2]
- 2020: Volkskrant Beeldende Kunst Publieksprijs voor En mi pais.[9][10]
- 2020: Charlotte Köhler Prijs voor beeldende kunst.[11][12][13]